# 藍晶石
藍晶石（らんしょうせき、kyanite、カヤナイト、カイヤナイト）は、鉱物の一種。組成はアルミニウムのケイ酸塩 （Al2SiO5）。比重 3.6。モース硬度 4～7.5。三斜晶系。硬度の異方性が大きい鉱物で、二硬石とも呼ばれる（金槌で叩くと、木材のように割れる）。
同一化学組成では、他に多形として紅柱石と珪線石がある（同質異像の関係）。藍晶石は、高圧下で安定な結晶形である。
磁器やセラミックの原料として採掘される。